# 61e groupe de reconnaissance de division d'infanterie
Le 61e groupe de reconnaissance de division d'infanterie (61e GRDI) est unité de l'armée française créée en 1939 et rattachée à la 58e division d'infanterie. Elle a participé à la bataille de France lors de la Seconde Guerre mondiale. 

## Historique
Le 61e GRDI est créé en 1939 par le centre mobilisateur de cavalerie no 8 de Beaune et rattache à la 58e division d'infanterie. Durant la drôle de guerre, il tient des avant-postes effectuant des patrouilles et des coups de main. Au printemps 1940, les éléments motorisés sont mis à la disposition de la 1re brigade de spahis (6e régiment de spahis algériens et 4e régiment de spahis marocains) pour rentrer au Luxembourg en cas d'invasion allemande.  
Lors de l'offensive allemande du 10 mai, les éléments motorisés entrent au Luxembourg comme prévu effectuant des reconnaissances et prenant contact avec l'ennemi à Soleuvre.  Le 12 mai, ils sont remis à la dispositions du GRDI. 
Le GRDI occupe défensivement le bois du Chat à Longwy. Du 12 au 13 mai , il combat et subit de violents bombardements ennemis subissant de lourdes pertes. il couvre ensuite le repli de la division sur Toul. Il est ensuite mis en réserve de la division. 
Dans la Meuse, il livre bataille à  Fresnes en Woevre le 14 juin, du 16 au 17 juin à Vigneulles et Heudicourt où il fait des prisonniers et détruit plusieurs véhicules ennemis puis à Menil-la-Tour et à Andilly. Il est rattaché un groupement de groupes de reconnaissance (14e GRCA, 61e GRDI et 70e GRDI) et stoppe l'ennemi à  Colombey-les-Belles le 20 et 21 juin. Il livre sa dernière résistance dans la forêt de Goviller. Encerclés et bombardés, les restes du GRDI  se rendent après avoir détruit leur armement. 

## Ordre de bataille

Patte de col du 61e GRDI.

- Commandement : Lieutenant-Colonel de Longuemar puis Chef d’escadron de Poret à partir du 9 mai 1940[1]
- Adjoint : Capitaine de Vaulchier[1]
- Escadron Hors Rang : Capitaine Dervaux[1]
- Escadron Hippomobile : Capitaine Berger puis Lieutenant Verdier à partir de Mai 1940[1]
- Escadron Motorisé : Capitaine d’Armaillé puis Capitaine de Thenard puis Lieutenant Rousseau à partir du 13 mai 1940[1]
- Escadron Mitrailleuses et Canons de 25 antichars : Capitaine Rouget[1]

## Personnalités ayant servi au sein de l'unité
- Gilles Grangier (1911-1996), réalisateur[2]